# Paris-Roubaix 1905

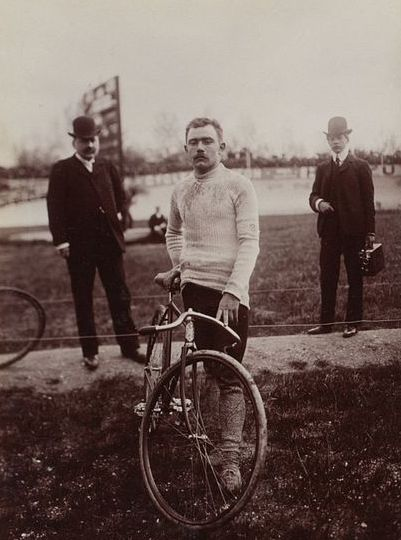
Louis Trousselier, ciclistul care a terminat pe primul loc la Paris-Roubaix 1905

Paris-Roubaix din 1905 a fost a zecea ediție a Paris-Roubaix, o cursă clasică de ciclism de o zi din Franța. Evenimentul a avut loc pe 23 aprilie 1905 și s-a desfășurat pe o distanță de 268 de kilometri de la Paris până la velodromul din Roubaix. Câștigătorul a fost Louis Trousselier din Franța.

## Rezultate
| Loc | Ciclist                     | Timp         |
| --- | --------------------------- | ------------ |
| 1   | Louis Trousselier (FRA)     | 8h 4' 15"    |
| 2   | René Pottier (FRA)          | +7' 00"      |
| 3   | Henri Cornet (FRA)          | +16' 00"     |
| 4   | Hippolyte Aucouturier (FRA) | +23' 00"     |
| 5   | Edouard Wattelier (FRA)     | +48' 00"     |
| 6   | Claude Chapperon (FRA)      | +57' 00"     |
| 7   | Alois Catteau (BEL)         | +1hr 6' 00"  |
| 8   | Paul Chauvet (FRA)          | +1hr 12' 00" |
| 9   | Lazare Brault (FRA)         | +1hr 20' 00" |
| 10  | Louis Colsaet (FRA)         | +1hr 20' 01" |